# Jabez Young Jackson
Jabez Young Jackson (* Juli 1790 in Savannah, Georgia; † nach 1837 in Clarkesville, Georgia) war ein US-amerikanischer Politiker. Zwischen 1835 und 1839 vertrat er den Bundesstaat Georgia im US-Repräsentantenhaus.

## Werdegang
Jabez Jackson war ein Sohn von Gouverneur James Jackson (1757–1806), der zwischen 1789 und 1806 den Staat Georgia auch in beiden Kammern des Kongresses vertreten hatte. Er war auch ein Onkel des Kongressabgeordneten James Jackson (1819–1887), der für Georgia von 1857 bis 1861 im US-Repräsentantenhaus saß. Das genaue Geburtsdatum und das Sterbedatum von Jackson sind unbekannt. Auch über seine Kindheit und Jugend geben die Quellen keinen Aufschluss. Er zog nach Clarkesville im Habersham County.
Politisch schloss er sich der Bewegung um Andrew Jackson an und wurde später Mitglied der von diesem gegründeten Demokratischen Partei. Nach dem Rücktritt des Kongressabgeordneten James Moore Wayne wurde er bei der fälligen Nachwahl für den vierten Sitz von Georgia als dessen Nachfolger in das US-Repräsentantenhaus in Washington, D.C. gewählt. Dort trat er am 5. Oktober 1835 sein neues Mandat an. Nach einer Wiederwahl konnte er bis zum 3. März 1839 im Kongress verbleiben. Dort erlebte er die Endphase der Präsidentschaft von Andrew Jackson und die Wirtschaftskrise von 1837.
Nach seinem Ausscheiden aus dem US-Repräsentantenhaus gibt es praktisch keine Angaben über sein weiteres Leben. Er ist zu einem unbekannten Zeitpunkt in Clarkesville verstorben.